# Dune (album)
Pour les articles homonymes, voir Dune (homonymie).
Albums de Klaus Schulze
X
(1978) ...Live...
(1980)
Dune est le onzième album solo de Klaus Schulze.
L'album est sorti en 1979, puis a été réédité par Revisited Records en 2005 en version CD. Sur le morceau Shadows of Ignorance, Arthur Brown chante un poème écrit par Klaus Schulze. Le titre Dune est une référence à l'œuvre de Frank Herbert, même si l'image située sur la pochette d'album est tirée du film Solaris d'Andreï Tarkovski. La deuxième piste devait s'appeler initialement Arrakis, une autre référence à la saga Dune.

## Titres
Tous les titres ont été composés par Klaus Schulze.
| No | Titre                                  | Durée |
| -- | -------------------------------------- | ----- |
| 1. | Dune                                   | 30:28 |
| 2. | Shadows of Ignorance                   | 26:20 |
| 3. | Le Mans (Uniquement sur la version CD) | 23:03 |

## Artistes
- Klaus Schulze – Synthétiseurs
- Arthur Brown – Chant (sur "Shadows of Ignorance")
- Wolfgang Tiepold – Violoncelle